# Juan Luis Belizón
Juan Luis Belizón Guerrero (Chiclana de la Frontera, 1962) es un piloto de aviación, profesor y político español del Partido Socialista Obrero Español. Fue Viceconsejero de la presidencia de la Junta de Andalucía desde 2017 a 2019, y Delegado del Gobierno de la Junta entre 2017 a 2022.

## Biografía
Comenzó estudiando en el colegio SAFA las lomas de Chiclana, para más tarde licenciarse en Matemáticas por la Universidad de Sevilla.
Comienza afiliándose al Partido Socialista Obrero Español, donde fue concejal en el Ayuntamiento de su ciudad natal desde 1995 a 2003. Dentro de la Junta de Andalucía, comienza como Delegado Territorial de Educación, cargo que ocupa entre 2015 a 2017, así como del Gobierno de la Junta de Andalucía en la provincia de Cádiz y la de viceconsejero de presidencia de la Junta de Andalucía, cargo que desempeña desde desde 2017 a 2022 
Desde el 5 de agosto de 2015, ocupa la Delegación territorial de la Consejería de Educación.
Ha sido miembro del Consejo Escolar en la Junta de Andalucía y presidente de la Asociación de Directores de los Institutos de Andalucía desde 2012 a 2014, así como vicepresidente de la empresa municipal de Vivienda y Suelo de Chiclana de la Frontera cargo que ocupo desde 1999 a 2003. 
En el ámbito profesional, ha sido director del Instituto Chiclanero, IES Poeta García Gutiérrez (2006-2015) y del Instituto Alcaino, IES Sáez de Andino (1991-1992)
Por último, además de la política y educación, Belizón es piloto de avionetas.